# Campeonato Paranaense de Futebol de 2023 - Terceira Divisão
O Campeonato Paranaense de Futebol de 2023 - Terceira Divisão foi a 24ª edição desta competição futebolística organizada pela Federação Paranaense de Futebol.
O arbitral, que estava originalmente marcado para o dia 1º de junho, foi marcado para o dia 22 de junho. A competição tinha previsão de início para o dia 20 de agosto de 2023, conforme programado no calendário da Federação Paranaense de Futebol.

## Regulamento
O arbitral da competição foi realizado no dia 26 de julho, tendo o formato repetido ao da edição anterior, com dois grupos regionalizados, em partidas de turno e returno. Os dois primeiros de cada grupo se classificam para as semifinais, onde disputam em partidas de ida e volta. Os vencedores do confronto se classificam à final, também de ida e volta. Além de conquistar uma vaga à segunda divisão estadual.

## Equipes participantes
| Baixa | Equipes rebaixadas da Segunda Divisão de 2022 |

| Equipe             | Cidade            | Campanha em 2022 | Títulos        |
| Arapongas          | Arapongas         | 4º lugar         | 0 (não possui) |
| Batel              | São Mateus do Sul | 5º lugar         | 0 (não possui) |
| Cambé              | Cambé             | 9° lugar         | 0 (não possui) |
| Campo Mourão       | Campo Mourão      | 12º lugar        | 0 (não possui) |
| Hope Internacional | Campo Largo       | 11° lugar        | 0 (não possui) |
| Nacional-PR        | Rolândia          | 7º lugar         | 1 (2018)       |
| Iraty              | Irati             | 10º lugar        | 1 (2016)       |
| Paranavaí          | Paranavaí         | 8° lugar         | 0 (não possui) |
| Portuguesa-PR      | Londrina          | 13º lugar        | 0 (não possui) |
| Prudentópolis      | Prudentópolis     | 10° lugar        | 1 (2008)       |
| Rolândia           | Rolândia          | 6º lugar         | 0 (não possui) |

## Primeira fase

### Grupo A
| Pos | Equipe             | Pts | J | V | E | D | GP | GC | SG | Classificado |     | CMO | PFC | HOP | AAB | IRA |
| --- | ------------------ | --- | - | - | - | - | -- | -- | -- | ------------ | --- | --- | --- | --- | --- | --- |
| 1   | Campo Mourão       | 18  | 8 | 6 | 0 | 2 | 18 | 10 | +8 | Próxima fase |     | —   | 3–0 | 3–2 | 2–0 | 2–1 |
| 2   | Prudentópolis      | 11  | 8 | 3 | 2 | 3 | 12 | 14 | −2 | Próxima fase |     | 3–2 | —   | 2–2 | 2–1 | 2–3 |
| 3   | Hope Internacional | 9   | 8 | 2 | 3 | 3 | 14 | 14 | 0  |              |     | 2–4 | 2–1 | —   | 1–1 | 0–0 |
| 4   | Batel              | 7   | 8 | 2 | 1 | 5 | 7  | 13 | −6 |              | 2–1 | 1–2 | 1–4 | —   | 0–1 |     |
| 5   | Iraty              | 4   | 8 | 3 | 2 | 3 | 7  | 7  | 0  |              | 0–1 | 0–0 | 2–1 | 0–1 | —   |     |

1. ↑  O Iraty foi punido com a perda de 7 pontos pela escalação irregular de dois atletas nas duas primeiras rodadas da competição.[4]

### Grupo B
| Pos | Equipe        | Pts | J  | V | E | D | GP | GC | SG  | Classificado |     | NAC | PAR | AEC | PLO | REC | CMB |
| --- | ------------- | --- | -- | - | - | - | -- | -- | --- | ------------ | --- | --- | --- | --- | --- | --- | --- |
| 1   | Nacional-PR   | 26  | 10 | 8 | 2 | 0 | 16 | 2  | +14 | Próxima fase |     | —   | 0–0 | 2–1 | 2–0 | 1–0 | 1–0 |
| 2   | Paranavaí     | 25  | 10 | 8 | 1 | 1 | 28 | 6  | +22 | Próxima fase |     | 0–4 | —   | 1–0 | 7–0 | 5–1 | 4–0 |
| 3   | Arapongas     | 14  | 10 | 4 | 2 | 4 | 10 | 10 | 0   |              |     | 1–2 | 0–2 | —   | 2–0 | 2–1 | 1–0 |
| 4   | Portuguesa-PR | 9   | 10 | 2 | 3 | 5 | 8  | 19 | −11 |              | 0–2 | 0–4 | 1–1 | —   | 1–1 | 3–0 |     |
| 5   | Rolândia      | 7   | 10 | 1 | 4 | 5 | 6  | 15 | −9  |              | 0–0 | 0–2 | 1–1 | 0–0 | —   | 0–2 |     |
| 6   | Cambé         | 3   | 10 | 1 | 0 | 9 | 4  | 20 | −16 |              | 0–2 | 1–3 | 0–1 | 0–3 | 1–2 | —   |     |

## Fase final
- Em itálico as equipes que possuem o mando de campo no jogo de ida; em negrito as equipes vencedoras.

| Aumento | Equipes promovidas à Segunda Divisão de 2024 |

|  | Semifinais    | Semifinais | Semifinais | Semifinais |   |             | Final | Final | Final | Final |
|  |               |            |            |            |   |             |       |       |       |       |
|  | Nacional-PR   | 0          | 3          | 3          |   |             |       |       |       |       |
|  | Prudentópolis | 0          | 0          | 0          |   |             |       |       |       |       |
|  | Prudentópolis | 0          | 0          | 0          |   | Nacional-PR | 0     | 0     | 0     |       |
|  |               |            |            |            |   | Nacional-PR | 0     | 0     | 0     |       |
|  |               | Paranavaí  | 2          | 1          | 3 |             |       |       |       |       |
|  | Campo Mourão  | Paranavaí  | 2          | 1          | 3 | 0           | 2     | 2     |       |       |
|  | Campo Mourão  |            |            |            |   | 0           | 2     | 2     |       |       |
|  | Paranavaí     | 4          | 0          | 4          |   |             |       |       |       |       |

| Fonte: FPF |

## Público
Maiores públicos
Estes são os dez maiores públicos pagantes do campeonato, sem considerar as partidas com portões fechados:
| N.º | Público | Mandante      | Placar | Visitante          | Estádio        | Data           | Rodada  | Ref.   |
| --- | ------- | ------------- | ------ | ------------------ | -------------- | -------------- | ------- | ------ |
| 1   | 526     | Paranavaí     | 4–0    | Campo Mourão       | Felipão        | 15 de novembro | Quartas | [ 5 ]  |
| 2   | 385     | Campo Mourão  | 3–0    | Prudentópolis      | Ulisses França | 5 de novembro  | 9ª      | [ 6 ]  |
| 3   | 338     | Prudentópolis | 0–0    | Nacional-PR        | Newton Agibert | 15 de novembro | Quartas | [ 7 ]  |
| 4   | 277     | Iraty         | 0–1    | Batel              | Emílio Gomes   | 16 de setembro | 1ª      | [ 8 ]  |
| 5   | 250     | Campo Mourão  | 2–0    | Paranavaí          | Ulisses França | 19 de novembro | Quartas | [ 9 ]  |
| 6   | 248     | Paranavaí     | 5–1    | Rolândia           | Felipão        | 12 de outubro  | 5ª      | [ 10 ] |
| 7   | 240     | Campo Mourão  | 3–2    | Hope Internacional | Ulisses França | 1 de outubro   | 3ª      | [ 11 ] |
| 8   | 210     | Paranavaí     | 4–0    | Cambé              | Felipão        | 22 de outubro  | 7ª      | [ 12 ] |
| 9   | 205     | Paranavaí     | 7–0    | Portuguesa-PR      | Felipão        | 5 de novembro  | 9ª      | [ 13 ] |
| 10  | 200     | Campo Mourão  | 2–0    | Batel              | Ulisses França | 21 de outubro  | 7ª      | [ 14 ] |

## Premiação
| Campeonato Paranaense de 2023 - 3ª Divisão |
| ------------------------------------------ |
| Paranavaí Campeão (1.º título)             |

## Classificação geral
| Pos | Equipes            | Pts | J  | V  | E | D | GP | GC | SG  | Classificação                                   |
| --- | ------------------ | --- | -- | -- | - | - | -- | -- | --- | ----------------------------------------------- |
| 1   | Paranavaí          | 34  | 14 | 11 | 1 | 2 | 35 | 8  | +27 | Campeão e acesso a Segunda Divisão de 2024      |
| 2   | Nacional-PR        | 30  | 14 | 9  | 3 | 2 | 19 | 5  | +14 | Vice-Campeão e acesso a Segunda Divisão de 2024 |
| 3   | Campo Mourão       | 21  | 10 | 7  | 0 | 3 | 20 | 14 | +6  | Eliminados na semifinal                         |
| 4   | Prudentópolis      | 12  | 10 | 3  | 3 | 4 | 12 | 17 | –5  | Eliminados na semifinal                         |
| 5   | Arapongas          | 14  | 10 | 4  | 2 | 4 | 10 | 10 | 0   | Eliminados na Primeira Fase                     |
| 6   | Hope Internacional | 9   | 8  | 2  | 3 | 3 | 14 | 14 | 0   | Eliminados na Primeira Fase                     |
| 7   | Portuguesa-PR      | 9   | 10 | 2  | 3 | 5 | 8  | 19 | –11 | Eliminados na Primeira Fase                     |
| 8   | Batel              | 7   | 8  | 2  | 1 | 5 | 8  | 19 | –6  | Eliminados na Primeira Fase                     |
| 9   | Rolândia           | 7   | 10 | 1  | 4 | 5 | 6  | 15 | –9  | Eliminados na Primeira Fase                     |
| 10  | Iraty              | 4   | 8  | 3  | 2 | 3 | 7  | 7  | 0   | Eliminados na Primeira Fase                     |
| 11  | Cambé              | 3   | 10 | 1  | 0 | 9 | 4  | 20 | –16 | Eliminados na Primeira Fase                     |